# Thinophilus lamellaris
Thinophilus lamellaris är en tvåvingeart som beskrevs av Zhu, Yang och Kazuhiro Masunaga 2006. Thinophilus lamellaris ingår i släktet Thinophilus och familjen styltflugor. Inga underarter finns listade i Catalogue of Life.